# Brunrygget biæder
Brunrygget biæder (latin: Merops muelleri) er en skrigefugl, der lever i det centrale Afrika.